# جو بیونگ کیو
جو بیونگ کیو (کره‌ای: 조병규؛ زادهٔ ۲۳ آوریل ۱۹۹۶) بازیگر اهل کره جنوبی است. او بیشتر به خاطر ایفای نقش در مجموعه‌های تلویزیونی مانند قلعه آسمان (۲۰۱۸–۲۰۱۹)، لیگ جذاب (۲۰۱۹–۲۰۲۰) و شکارچیان شگفت‌انگیز (۲۰۲۰–۲۰۲۳) شناخته می‌شود. او سال ۲۰۲۱ موفق شد اولین نقش اصلی خود را در سریال «شکارچیان شگفت انگیز» The Uncanny Counter دریافت کند که به یکی از پربیننده ترین های نتفلیکس تبدیل شد و شهرت وی را به طرز قابل توجهی افزایش داد.

## فیلم‌شناسی

### فیلم
| سال  | عنوان                     | نقش          |
| ---- | ------------------------- | ------------ |
| ۲۰۱۶ | زندگی عاشقانه در معرض خطر |              |
| ۲۰۱۶ | فانتزی دختران             | گو وون چول   |
| ۲۰۱۸ | کیم هیسون                 | چوی دونگ هون |
| ۲۰۱۹ | خانم‌های پلیس              |              |
| ۲۰۱۹ | آیدل                      | گو یو هان    |
| ۲۰۲۰ | اینجا یک بیگانه وجود دارد | دو گون ته    |

### مجموعه تلویزیونی
| سال        | عنوان                | نقش                  | توضیحات | منابع         |
| ---------- | -------------------- | -------------------- | ------- | ------------- |
| ۲۰۱۵       | تو کیستی: مدرسه ۲۰۱۵ | بیونگ کیو            |         | [ ۲ ]         |
| ۲۰۱۵       | رایدرز: فردا رو بگیر | کیم مین جونگ         |         | [ ۳ ]         |
| ۲۰۱۶       | آره همینه که هست     | بیمار                | قسمت ۲۸ |               |
| ۲۰۱۶       | ذهن زیبا             | برادر گه جین سونگ    |         | [ ۴ ]         |
| ۲۰۱۶       | کی۲                  | پاره وقت             | قسمت ۸  | [ ۵ ]         |
| ۲۰۱۷       | ملکه هفت روزه        | بک سوک هی (جوانی)    |         | [ ۶ ]         |
| ۲۰۱۷       | گل پول               | کانگ پیل جو (جوانی)  |         | [ ۷ ]         |
| ۲۰۱۷       | دوران جوانی ۲        | جو چونگ هان          |         |               |
| ۲۰۱۷       | دختران نسل ۱۹۷۹      | لی بونگ سو           |         | [ ۸ ]         |
| ۲۰۱۸       | رادیو عاشقانه        | گو هون جونگ          |         | [ ۹ ]         |
| ۲۰۱۸       | زمان                 | کیم بوک کیو          |         | [ ۱۰ ]        |
| ۲۰۱۸–۲۰۱۹  | قلعه آسمان           | چا کی جون            |         | [ ۱۱ ]        |
| ۲۰۱۹       | پسر روان‌سنج          | کانگ سونگ مو (جوانی) |         | [ ۱۲ ] [ ۱۳ ] |
| ۲۰۱۹       | سرگذشت آسدال         | ساتونیک              |         | [ ۱۴ ] [ ۱۵ ] |
| ۲۰۱۹–۲۰۲۰  | لیگ جذاب             | هان جه هی            |         |               |
| ۲۰۲۰–اکنون | شکارچیان شگفت‌انگیز   | سو مون               | فصل ۱–۲ | [ ۱۶ ]        |
| ن/م        | داستان بازنده‌ها      | سو مین کی            |         |               |